# Phil Miller
Phil Miller (Barnet kerület, Wight-sziget, 1949. január 22. – 2017. október 18.) angol progresszív rock/jazz gitáros, aki a canterburyi szcéna egyik alakja volt.

## Pályafutása
Szerepelt olyan együttesekben, mint a Delivery, a Matching Mole, a Hatfield and the North, a National Health, a Short Wave (Hugh Hopperrel, Pip Pyle-lal és Didier Malherbe-bel), valamint dolgozott szóló projekteken és az 1982-ben általa alapított együttesben az In Cahootsban, Richard Sinclairrel, Elton Deannel, Pete Lemerrel és Pip Pyle-lal. Miller 2005-ben és 2006-ban turnézott az újra összeállt  Hatfield and the North együttessel.

## Diszkográfia
Phil Miller az alábbi felvételeken volt érintett:
| Év    | Előadó                        | Cím                            |
| 1970. | Carol Grimes & Delivery       | Fools Meeting                  |
| 1972. | Caravan                       | Waterloo Lily                  |
| 1972. | Matching Mole                 | Matching Mole                  |
| 1972. | Matching Mole                 | Little Red Record              |
| 1973. | Coxhill/Miller                | Miller/Coxhill                 |
| 1974. | Hatfield & the North          | Hatfield & the North           |
| 1975. | Hatfield & the North          | The Rotters’ Club              |
| 1978. | National Health               | National Health                |
| 1978. | National Health               | Of Queues And Cures            |
| 1980. | Hatfield And The North        | Afters                         |
| 1982. | Gowen/Miller/Sinclair/Tomkins | Before A Word Is Said          |
| 1982. | National Health               | D.S. Al Coda                   |
| 1986. | Dave Stewart & Barbara Gaskin | Up From The Dark               |
| 1987. | Phil Miller                   | Cutting Both Ways              |
| 1988. | Geoff Leigh and Frank Wuyts   | From Here To Drums             |
| 1988. | Phil Miller                   | Split Seconds                  |
| 1990. | National Health               | Complete                       |
| 1991. | Phil Miller/In Cahoots        | Live 1986-1989                 |
| 1991. | Phil Miller                   | Digging In                     |
| 1992. | Phil Miller/Fred Baker        | Double Up                      |
| 1993. | Phil Miller/In Cahoots        | Live in Japan                  |
| 1993. | Hatfield And The North        | Live 90                        |
| 1993. | Short Wave                    | Live                           |
| 1994. | Phil Miller/In Cahoots        | Recent Discoveries             |
| 1994. | Matching Mole                 | BBC Radio 1 In Concert         |
| 1994. | Robert Wyatt                  | Flotsam Jetsam (Matching Mole) |
| 1995. | Miller + Hopper               | Unsettled Scores               |
| 1996. | National Health               | Missing Pieces                 |
| 1996. | Phil Miller/In Cahoots        | Parallel                       |
| 1998. | Pip Pyle                      | Seven Years Itch               |
| 1999. | Mark Hewins                   | Rebela                         |
| 2001. | In Cahoots                    | Out of the Blue                |
| 2003. | Phil Miller/In Cahoots        | All that                       |
| 2005. | Hatfield & the North          | Hatwise Choice                 |
| 2006. | Hatfield & the North          | Hattitude                      |

## Fordítás
- Ez a szócikk részben vagy egészben  a   Phil Miller című angol Wikipédia-szócikk ezen változatának fordításán alapul.  Az eredeti cikk szerkesztőit annak laptörténete sorolja fel. Ez a jelzés csupán a megfogalmazás eredetét és a szerzői jogokat jelzi, nem szolgál a cikkben szereplő információk forrásmegjelöléseként.